# Angelonieae
Angelonieae es una tribu  de plantas con flores perteneciente a la familia Plantaginaceae. El género tipo es: Angelonia Humb. & Bonpl. Comprende los siguientes géneros:

## Géneros
- Angelonia Humb. & Bonpl.
- Basistemon Turcz.
- Desdemona S.Moore = Basistemon Turcz.
- Hassleropsis Chodat = Basistemon Turcz.
- Melosperma Benth.
- Monopera Barringer
- Monttea Gay
- Ourisia Comm. ex Juss.
- Saccanthus Herzog = Basistemon Turcz.